# Liège-Bastogne-Liège 2004
La 90e édition de Liège-Bastogne-Liège a eu lieu le 25 avril 2004 et a été remportée par l'Italien Davide Rebellin. L'Italien déjà vainqueur quelques jours plus tôt de l'Amstel Gold Race et de la Flèche wallonne, réalise un triplé inédit sur les classiques ardennaises dans l'histoire.
La course disputée sur un parcours de 258,5 kilomètres est l'une des manches de la Coupe du monde de cyclisme sur route 2004.

## Déroulement de la course
Malgré la traditionnelle échappée matinale orchestrée par cinq hommes qui sont repris graduellement à partir de la côte de la Vecquée, la Doyenne 2004 est surtout marquée par plusieurs attaques qui ne prennent jamais beaucoup d'ampleur et une course qui se décante très tardivement. Ainsi, c'est un peloton encore bien fourni qui se présente au pied de la dernière difficulté du jour, la côte de Saint-Nicolas. Le Belge Peter Van Petegem est le premier à passer à l'attaque. Il est rapidement contré par le Néerlandais Michael Boogerd qui semble vouloir partir seul. Mais il est rattrapé par un duo italo-kazakh formé par Davide Rebellin et Alexandre Vinokourov. Ce trio ainsi constitué ne sera plus repris. Dans les derniers kilomètres, Vinokourov, à deux reprises, puis Boogerd tentent leur va-tout mais en vain et Rebellin l'emporte facilement à Ans. 

## Classement
| #  | Coureur              | Équipe            |    | Temps           |
| -- | -------------------- | ----------------- | -- | --------------- |
| 1  | Davide Rebellin      | Gerolsteiner      | en | 6 h 20 min 09 s |
| 2  | Michael Boogerd      | Rabobank          | +  | 2 s             |
| 3  | Alexandre Vinokourov | T-Mobile          |    | 4 s             |
| 4  | Samuel Sánchez       | Euskaltel-Euskadi |    | 8 s             |
| 5  | Erik Dekker          | Rabobank          |    | 12 s            |
| 6  | Matthias Kessler     | T-Mobile          |    | 12 s            |
| 7  | Michele Scarponi     | De Nardi          |    | 12 s            |
| 8  | Ivan Basso           | Team CSC          |    | 12 s            |
| 9  | Tyler Hamilton       | Phonak            |    | 12 s            |
| 10 | Ángel Vicioso        | Liberty Seguros   |    | 12 s            |